# Saint-Robert (Québec)
Pour les articles homonymes, voir Saint-Robert.
Saint-Robert est une municipalité du Québec située dans la MRC Pierre-De Saurel en Montérégie.

## Toponymie
Saint-Robert est nommée en l'honneur de Robert de Turlande.

## Histoire
« Détachée de Saint-Pierre, de Saint-Aimé et de Sainte-Victoire, la paroisse de Saint-Robert est érigé canoniquement en 1855 et civilement en 1857. Constituée en municipalité de paroisse, en 1857, elle adopte la même dénomination que la paroisse. Le bureau de poste est lui aussi établi au cours de la même année ».
Le 4 avril 2009, celle-ci changea son statut de municipalité de paroisse pour celui de municipalité.

## Géographie
Elle est à une quinzaine de kilomètres au sud-est de Sorel-Tracy, entre Sainte-Victoire-de-Sorel et Yamaska. 
La rivière Bellevue(d) traverse vers l'ouest de la municipalité du sud au nord où elle délimite l'ouest jusqu'à sa confluence avec la rivière Pot au Beurre.
À partir de son crénon, dans le nord-est, la Petite rivière Pot au Beurre coule vers le nord.
La rivière Saint-Louis, un affluent de la rivière Yamaska, en traverse le sud-est en coulant vers le nord-est.
L'aéroport de Sorel(d) (CSY3) est situé à la limite nord-ouest de la municipalité.

## Démographie
| 1991  | 1996  | 2001  | 2006  | 2011  | 2016  | 2021  |
| ----- | ----- | ----- | ----- | ----- | ----- | ----- |
| 1 848 | 1 905 | 1 793 | 1 713 | 1 794 | 1 803 | 1 813 |

Langue maternelle (2006)
| Langue              | Population | Pct (%) |
| ------------------- | ---------- | ------- |
| Français seulement  | 1 645      | 96,20 % |
| Anglais seulement   | 15         | 0,88 %  |
| Français et anglais | 10         | 0,58 %  |
| Autres langues      | 40         | 2,34 %  |

## Administration
Les élections municipales se font en bloc pour le maire et les six conseillers.
| Saint-Robert Maires depuis 2001                                                                                       |               |         |          |
| Élection | Maire         | Qualité | Résultat |
| 2001 | Gilles Salvas |         | Voir     |
| 2005 | Gilles Salvas | Voir    |          |
| 2009 | Gilles Salvas | Voir    |          |
| 2013 | Gilles Salvas | Voir    |          |
| 2017 | Gilles Salvas | Voir    |          |
| 2021 | Gilles Salvas | Voir    |          |
| Élection partielle en italique Depuis 2005, les élections sont simultanées dans toutes les municipalités québécoises. |               |         |          |

## Météorite
L'entrée d'un météorite, de type chondrite, d'environ 2 tonnes dans l'atmosphère terrestre, le 14 juin 1994, a produit durant le jour une boule de feu visible au Québec, en Ontario, au New Hampshire, au Vermont et dans l'État de New York. L'endroit final de la boule de feu était situé à 50 km au nord-est de Montréal à une altitude d'environ 36 km. Un bang supersonique retentit dans toute la région de Montréal quand la boule de feu est passée au-dessus. Elle fut enregistrée par des satellites du département de la défense des États-Unis et par des stations séismographiques au Canada. Les observateurs de Saint-Robert qui ont été témoins de l'explosion finale ont aussi entendu les fragments tomber et heurter la terre à 20:02 (Heure avancée de l'Est).
Le premier fragment fut recueilli quelques minutes après sa chute par Stephane Forcier. La pierre était froide au toucher. Durant les trois mois suivants, 20 autres pierres furent recueillies, la plus grosse pesant 6,5 kg.